# Woe, Is Me
Woe, Is Me — американская металкор-группа из Атланты, штат Джорджия. Образована в 2009 году. Была подписана на Rise Records и их дочерний лейбл Velocity Records. Их дебютный альбом Number[s] был выпущен 31 августа 2010 и достиг 16 места в чарте Billboard Top Heatseekers. Из-за многочисленных смен состава и конфликтов единственным неизменным участником группы от начала и до конца был гитарист Кевин Хансон. Группа распалась в сентябре 2013. В 2022 году воссоединилась составом участников образца 2011 года.

## История

### Формирование иNumber[s](2009—2010)
Начало Woe, Is Me было положено осенью 2009 бывшим барабанщиком Of Machines Остином Торнтоном, который образовал группу вместе с бывшими участниками атлантской группы Cheyne Stokes Кевином Хансоном, Кори и Беном Феррисами. Чуть позже присоединился Тим Шеррилл, соло-гитарист местной группы Shooter McGavin. Новый коллектив взял к себе вокалистов Тайлера Картера и Майкла Бона на чистый и экстремальный вокал соответственно после их ухода из локальной группы A Path Less Traveled. Утвердившись с составом, септет записал с продюсером Кэмероном Мизеллем демо, включающее песни «Hell, or High Water», «I» и «If Not, for Ourselves», выпущенные через MySpace. Также Woe, Is Me записали кавер на песню Кеши «Tik Tok». После выпуска этих песен, The Artery Fondation обратили на молодую группу внимание. Rise Records, вместе со своим дочерним лейблом Velocity Records, подписали с группой контракт ещё даже до их первого концерта. Через несколько месяцев группа записала свой дебютный альбом «Number[s]», выпущенный 31 августа 2010. Он достиг 16 позиции в чарте Billboard Top Heatseekers. Первый свой тур Pyknic Partery Tour группа разделила с Drop Dead, Gorgeous, From First to Last, Sleeping with Sirens, Abandon All Ships, For All Those Sleeping, and Attila.
Вокал Тайлера Картера с влиянием соула был предметом сравнения с Джонни Крейгом, который, между прочим, принял участие в альбоме в качестве гостевого вокалиста в нескольких песнях. Группа провела презентацию Number[s]. 2 сентября 2010 на разогреве у поп-панк-группы Veara. В том же месяце Woe, Is Me записали кавер на песню Кэти Перри «Hot n Cold» для сборника Punk Goes Pop 3.
В интервью радиостанции The Gunz Show Картер заявил, что группа снимет видеоклип к песне «[&] Delinquents». Woe, is Me поддержали Abandon All Ships в канадском туре с 1 по 28 октября. С 4 по 28 ноября 2010 они отправились в тур по США, названный Average Guys with Exceptional Hair Tour в поддержку A Skylit Drive наряду с For All Those Sleeping, Scarlett O’Hara и Motionless in White. Музыкальное видео на «[&] Delinquents» вышло в свет в декабре того же года.

### «Fame > Demise» и смены состава (2010—2011)
В конце 2010 соло-гитарист Тим Шеррилл покинул Woe, Is Me Его место в марте 2011 занял Джеффри Хиггинс.. Вскоре после этого группа выпустила новую песню под названием «Fame > Demise» (читается как fame over demise) через Itunes Store 21 марта 2011. Тайлер Картер пояснил, что песня останется синглом и не войдёт во второй альбом группы Также была выпущена акустическая версия песни..
В июне 2011 Джеффри Хиггинс ушёл из группы. Группа поехала в Vans Warped Tour с одним гитаристом Хансоном, партии соло-гитары игрались фонограммой. О поиске гитариста группа объявила спустя несколько недель после того, как из Abandon All Ships были выгнаны барабанщик и гитарист, Дэн и Эндрю Пайано. Почти сразу после этого было анонсировано, что Эндрю Пайано присоединился к Woe, Is Me в качестве соло-гитариста.
10 августа 2011 Тайлер Картер покинул группу. Он заявил, что перестал проявлять заинтересованность к Woe, Is Me и имеет идеи для нового творчества. Также причиной ухода он назвал то, что его больше не греет «рок-н-ролльный» образ жизни.

### «Vengeance», переизданиеNumber[s]иGenesi[s](2011—2012)
15 сентября 2011 Woe, Is Me анонсировали через видео, что их новым клин-вокалистом стал Ханс Аллигуд, бывший участник атлантской группы «Oh, Manhattan». Там же группа продемонстрировала отрывки из нового сингла «Vengeance», который вышел 27 сентября. 7 марта 2012 Майкл Бон и братья Феррисы покинули группу по личным, профессиональным и музыкальным разногласиям. «Дошло до того, что либо мы делали только то, что они хотели, либо мы должны были найти свой путь и своё счастье». Вскоре после этого они помирились с бывшим коллегой Тайлером Картером и образовали новую группу Issues с общим другом Кейсом Снедекором.
16 апреля 2012 концертные участники Woe, Is Me Дориано маглиано (бывший экстрим-вокалист That’s Outrageous!) и басист Брайан Медли объявили, что официально присоединились к группе. Коллектив анонсировал, что собирается войти в студию летом и выпустить новый материал к концу года. 19 апреля группа объявила, что станет частью тура «Scream It Like You Mean It 2012» (июль-август 2012) наряду с хедлайнером Attack Attack! вместе с We Came as Romans, The Acacia Strain, Oceano, Like Moths to Flames, Close to Home, Impending Doom, Abandon All Ships, Secrets, Volumes, For All Those Sleeping, The Chariot, Glass Cloud, At The Skylines, Texas in July, In Fear and Faith и Hands Like Houses.

### Мини-альбомAmerican Dreamи распад (2013)
8 марта 2013 Woe, Is Me сделали объявление о том, что барабанщик Остин Торнтон покинул группу по личным разногласиям. Кевин Хансон остался единственным участником из первого состава. Одновременно с уходом Торнтона группа сообщила, что планирует выпустить новый сингл в июне. 25 апреля группа поделилась, что записывают новую музыку вместе с Томом Дэнни (экс-A Day to Remember) в качестве продюсера и выпустят её летом. Ханс Аллигуд в интервью поделился ощущениями по поводу нового альбома: "Чистый и экстрим-вокал будет более сбалансирован, в отличие от «Genesi[s]», включающего много скриминга и тяжелых партий. Дориано и я разделяем вокальные обязанности и имеем равные друг с другом партии. «Genesi[s]» имел много брейкдаунов, не поймите меня неправильно, это круто. Но тяжелые партии в новом материале более риффованы и под них гораздо круче двигаться. Припевы останутся с прежним влиянием поп-музыки, также, как это было в «Genesi[s]».
15 июня 2013 на первом концерте Warped Tour Woe, Is Me объявили, что выпустят новый EP в конце года. Позже они выпустили новую песню «Stand Up», которую анонсировали как первый сингл мини-альбома «American Dream». В то же время новым барабанщиком был объявлен Дэвид Энгл, игравший в At the Skylines. Под конец тура на YouTube было выложено видео, показывающее записывающегося для заглавной песни EP вокалиста Upon a Burning Body Дэнни Лила.
Во время предположительной работы группы над третьим альбомом, Alternative Press сообщили о распаде группы. Ханс Аллигуд опубликовал личное сообщение, где написал, что «потерял страсть» к этому жанру музыки и покинул группу без ссор. В результате оставшиеся участники решили распустить группу, не желая претерпевать очередное изменение состава.

### Воссоединение (с 2022)
25 июля 2022 года на официальной странице группы в Instagram было размещено видео с намеком на воссоединение с Майклом Боном, Хансом Аллигудом, Эндрю Пайано, Кевином Хэнсоном, Остином Торнтоном и обоими братьями Феррис, отмеченными в посте. Таким составом группа записывала сингл «Vengeance» в 2011 году. 29 июля они подтвердили воссоединение, объявив о своем первом шоу в Далласе, штат Техас, на фестивале Monster Mosh. Вскоре после этого они также объявили о своем первом шоу в родном городе в Атланте, штат Джорджия, с момента их возвращения, которое состоялось 6 ноября 2022 года. Различные члены группы в Twitter и Instagram упомянули, что они выпустят новую музыку в 2023 году.

## Участники
| - Кевин Хансон — гитара (2009—2013, с 2022) - Майкл Бон — экстрим-вокал (2009—2012, с 2022) - Бен Феррис — клавишные, экстрим-вокал (2009—2012, с 2022) - Кори Феррис — бас-гитара (2009—2012, с 2022) - Эндрю Пайано — ритм-гитара (2011—2013, с 2022) - Ханс Аллигуд — чистый вокал (2011—2013, с 2022), экстрим-вокал (2012—2013, с 2022) | Бывшие участники - Тим Шеррилл — соло-гитара (2009—2010) - Тайлер Картер — чистый вокал (2009—2011) - Джеффри Хиггинс — соло-гитара (2011) - Дориано Маглиано — экстрим-вокал (2012—2013) - Брайан Мэдли — бас-гитара (2012—2013), ритм-гитара (2013) - Дэвид Энгл — ударные (2013) - Остин Торнтон — ударные, музыкальное программирование (2009—2013, 2022—2023), клавишные (2012—2013) |

Временная шкала

## Дискография
| 2010                                    | Number[s] | Rise, Velocity | —   | — | 16 |
| 2012                                    | Genesi[s] | Rise, Velocity | 167 | 9 | 2  |
| «—» означает что релиз не попал в чарт. |           |                |     |   |    |

| Год  | Название                                |
| ---- | --------------------------------------- |
| 2013 | American Dream - Лейбл : Rise, Velocity |

| Сингл                                             | Альбом             | Дата релиза      |
| ------------------------------------------------- | ------------------ | ---------------- |
| «Tik Tok» (Ke$ha cover)                           | —                  | 2009             |
| «[&]Delinquents»                                  | Number[s]          | 29 июля 2010     |
| «Mannequin Religion»                              | Number[s]          | 20 августа 2010  |
| «Hot n Cold» (Katy Perry cover)                   | Punk Goes Pop 3    | 21 октября 2010  |
| «Fame > Demise»                                   | Number[s] Re-issue | 21 марта 2011    |
| «Vengeance»                                       | Number[s] Re-issue | 27 сентября 2011 |
| «Last Friday Night (T.G.I.F.)» (Katy Perry cover) | Punk Goes Pop 4    | 8 ноября 2011    |
| «I’ve Told You Once»                              | Genesi[s]          | 1 октября 2012   |
| «A Story to Tell»                                 | Genesi[s]          | 23 октября 2012  |
| «Stand Up»                                        | American Dream     | 19 июня 2013     |

## Видеография
- «[&] Delinquents» (2010)
- «Vengeance» (2011)
- «A Story to Tell» (2013)